# 명령불복종 교사
"명령불복종 교사"(The Disobeying Teachers)는 한국에서 제작된 서동일 감독의 2014년 다큐멘터리 영화이다. 서동일 등이 제작에 참여하였다.